# Jules Delsart

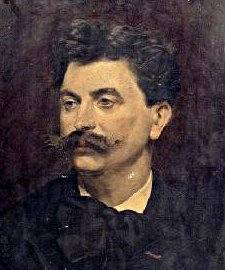

Jules Delsart (1844-1900). Violonchelista y profesor de música francés, catedrático del Conservatorio Nacional de Música de París. Fue alumno de Auguste Franchomme a quien sucedió en la cátedra parisina, tras ser rechazada esta por su condiscípulo Víctor Mirecki. Fue miembro del Consejo Superior de Enseñanza Musical de Francia.
- Datos: Q4157270
- Multimedia: Jules Delsart / Q4157270